# Bighead goby
Ponticola kessleri är en fiskart som beskrevs 1861 av Günther. Arten ingår i släktet Ponticola och familjen smörbultsfiskar. IUCN kategoriserar arten globalt som livskraftig. Inga underarter finns listade i Catalogue of Life. Arten saknar ett svenskt trivialnamn men kallas även på svenska för Bighead goby.
Arten har sitt ursprung i Pontokaspiska regionen. Första fyndet i Europa gjordes 1986 i Serbien. Arten har mycket hög risk (riskklass 5 av 5) att vara invasiv i Sverige.